# Ralph Eggleston
Ralph Eggleston (18 d'octubre de 1965 - 28 d'agost de 2022) va ser un animador, director d'art, artista de guions i dissenyador de producció nord-americà a Pixar Animation Studios. Va guanyar l'Oscar al millor curtmetratge d'animació per For the Birds.

## Biografia
Nascut a Lake Charles (Louisiana), Eggleston es va graduar al Califòrnia Institute of the Arts abans de començar la seva carrera com a animador el 1983. La seva primera contribució significativa va ser com a animador en cap de l'episodi de 1987 Family Dog per a la sèrie d'antologia de Steven Spielberg Amazing Stories. Després d'aquest projecte, va treballar com a animador per a Kroyer Films en nombrosos projectes per a televisió i cinema a finals de la dècada de 1980 i principis de la dècada de 1990, inclòs ser director d'art per a la pel·lícula de 1992 FernGully : The Last Rainforest. També va treballar com a animador en diversos projectes amb Walt Disney Animation Studios, incloses les pel·lícules Aladdin (1992), The Lion King (1994), i Pocahontas (1995).
Eggleston va començar la seva carrera a Pixar el 1992, contractat durant el desenvolupament de Toy Story, el seu treball en el qual li va aconseguir el Premi Annie a la millor direcció artística. Va escriure i dirigir el curtmetratge de Pixar, guanyador de l'Oscar, For the Birds. Va treballar com a dissenyador de producció a la pel·lícula Inside Out durant sis anys; aquesta pel·lícula va rebre el Premi Annie al millor disseny de producció.

## Mort
Després d'una malaltia prolongada, Eggleston va morir el 28 d'agost de 2022 a l'edat de 56 anys d'edat, d'una infecció colorrectal causada per un tumor de pàncrees. Elemental es va dedicar a la seva memòria, juntament amb Thomas Gonzales, Amber Martorelli i J. Garrett Sheldrew. om a homenatge a Eggleston, un senyal que diu "Eat at Ralph's - Two cents" es pot veure a Element City.

## Filmografia
- FernGully: The Last Rainforest (1992) (director artístic, animador)
- Aladdin (1992) (animador)
- The Lion King (1994) (animador)
- Pocahontas (1995) (animador)
- Toy Story (1995) (director artístic)
- A Bug's Life (1998) (director artístic)
- Toy Story 2 (1999) (director artístic)
- Fantasia 2000 (1999) (production designer)
- For the Birds (2000) (guionista, director)
- Monsters, Inc. (2001) (guionista/visual development)
- Buscant en Nemo (2003) (dissenyador de producció)
- Els increïbles (2004) (director artístic)
- Cars (2006) (director artístic)
- Ratatouille (2007) (disseny de personatge)
- WALL-E (2008) (dissenyador de producció)
- Up (2009) (director artístic)
- The Princess and the Frog (2009) (material addicionall)
- Cars 2 (2011) (desenvolupament artístic)
- Inside Out (2015) (dissenyador de producció)
- Riley's First Date? (2015) (dissenyador de producció)
- Finding Dory (2016) (agraïment)
- Incredibles 2 (2018) (dissenyador de producció)
- Soul (2020) (artista de desenvolupament)
- Elemental (2023) (dedicació)